# Stenopogon surufus
Stenopogon surufus är en tvåvingeart som beskrevs av Martin 1968. Stenopogon surufus ingår i släktet Stenopogon och familjen rovflugor. Inga underarter finns listade i Catalogue of Life.